# Alexander Hamilton U.S. Custom House
A Alexander Hamilton U.S. Custom House (em português:  Alfândega Alexander Hamilton dos Estados Unidos) é um edifício histórico construído pelo governo federal na cidade de Nova Iorque entre 1902 e 1907, para abrigar as operações de cobrança dos direitos aduaneiros do porto de Nova Iorque. Situa-se em Bowling Green, perto da ponta sul de Manhattan, aproximadamente no mesmo local que o Forte Amesterdão, o centro original do assentamento de Nova Amesterdão, e a Casa do Governo, um edifício construído durante o século XVIII para servir de residência oficial do presidente dos Estados Unidos, mas que nunca foi habitado. 
Atualmente, o edifício é a sede da sucursal nova-iorquina do Centro George Gustav Heye do Museu Nacional do Índio Americano, e também do Tribunal de Falências dos Estados Unidos para o Distrito Sul de Nova Iorque desde 2012. É também a sede da Administração dos Arquivos e Registos Nacionais em Nova Iorque.

## Arquitetura
O edifício foi projetado por Cass Gilbert, que posteriormente projetou o arranha-céus Woolworth Building, que pode ser visto desde os degraus da frontaria do edifício. A escolha de Cass Gilbert como o arquiteto do edifício foi marcada por controvérsias. Até 1893, os edifícios dos gabinetes federais eram projetados pelos arquitetos do Gabinete dos Arquitetos Supervisores (Office of the Supervising Architect), uma agência do Departamento do Tesouro dos Estados Unidos. Em 1893, a Lei de Tarsney (Tarsney Act) autorizou o arquiteto supervisor a contratar os arquitetos privados, na sequência de um concurso. O arquiteto supervisor James Knox Taylor elegeu Cass Gilbert, que tinha o sido seu sócio na empresa de arquitetura Gilbert & Taylor em Saint Paul, Minesota. Com os escândalos, a Lei de Tarsney foi revogada em 1913.
Construído entre 1902 e 1907, o edifício é considerado uma obra-prima do estilo arquitetónico Beaux-Arts, onde as transações públicas eram realizadas sob uma cúpula de estilo romano. A construção incorpora as Beaux Arts e os princípios do planeamento do movimento da Cidade Bonita, combinando a arquitetura, engenharia e as belas artes. O edifício apresenta esculturas, pinturas e decorações de artistas conhecidos da época, como Daniel Chester French, Karl Bitter, Louis Saint-Gaudens e Albert Jaegers, embelezando a fachada, os dois pórticos da entrada, o salão principal paralelo à fachada, a rotunda e a sala de receção.
A escultura era tão essencial para o sistema, que os grupos de figuras tinham contratos independentes. As principais obras Os Continentes, também conhecidas como Quatro Continentes (Ásia, América, Europa e África) foram esculpidas por Daniel Chester French e Adolph Alexander Weinman. Acima da cornija principal, estão as esculturas em alto-relevo que representam as grandes nações marítimas, representando o comércio marítimo americano como o herdeiro moderno dos fenícios.
Em 1937, durante a Grande Depressão, o Treasury Relief Art Project (com os fundos e subsídios da Works Projects Administration) autorizou Reginald Marsh a pintar os murais da rotunda principal.:62–63
O edifício situa-se no sítio do antigo Forte Amesterdão, construído pela Companhia Holandesa das Índias Ocidentais para defender as suas operações no Vale de Hudson. A fortificação se tornou o núcleo do assentamento de Nova Amesterdão e Nova Iorque. Entre 1799 e 1815, a primeira alfândega neste sítio situava-se na Casa do Governo.

## Preservação histórica
O edifício encontra-se inscrito no Registo Nacional de Lugares Históricos. A Alfândega (Custom House) foi uma das primeiras designações da Comissão para a Preservação dos Monumentos Históricos de Nova Iorque (New York City Landmarks Preservation Commission), que em 1987 concluiu a sua preservação, impulsionada pelo então senador Daniel Patrick Moynihan, que havia impedido a demolição do edifício em 1979, tendo realizado a limpeza, restauração e a conservação do exterior e dos espaços cerimoniais interiores, enquanto que o espaço dos antigos gabinetes foi renovado para as salas de audiências federais e os gabinetes auxiliares para o arrendamento de área de gabinetes e salas de reuniões. Também foi construído um auditório com capacidade para trezentos e cinquenta lugares e foram realizados restauros para a segurança contra incêndios, telecomunicações, sistema de aquecimento, ar condicionado e os sistemas de ventilação. Em 1990, Daniel Patrick Moynihan aprovou a lei que rebatizou o edifício em homenagem a Alexander Hamilton, o primeiro secretário do Tesouro dos Estados Unidos. O sítio foi declarado Marco Histórico Nacional em 1976.

## Galeria

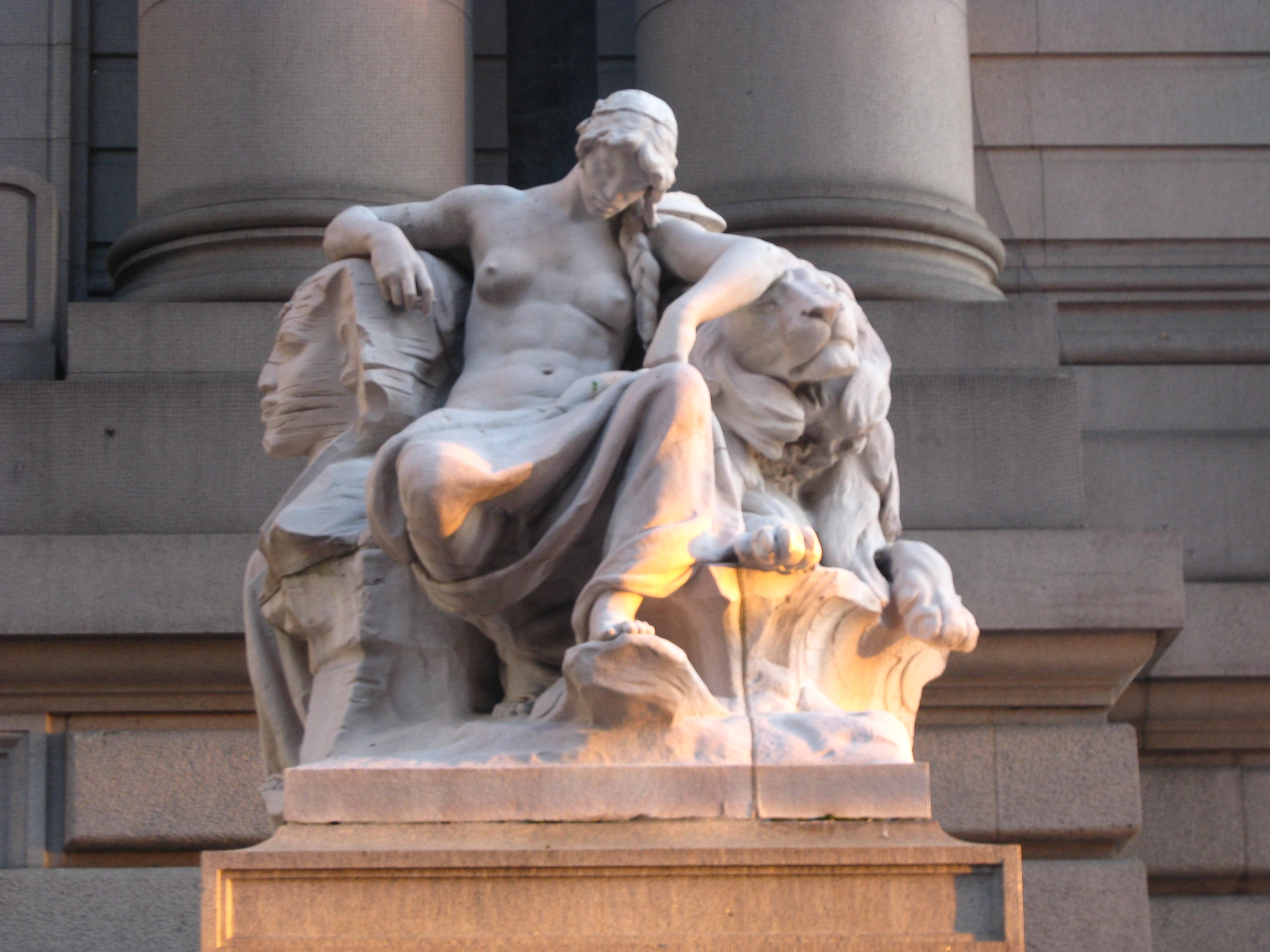
Personificação de África.
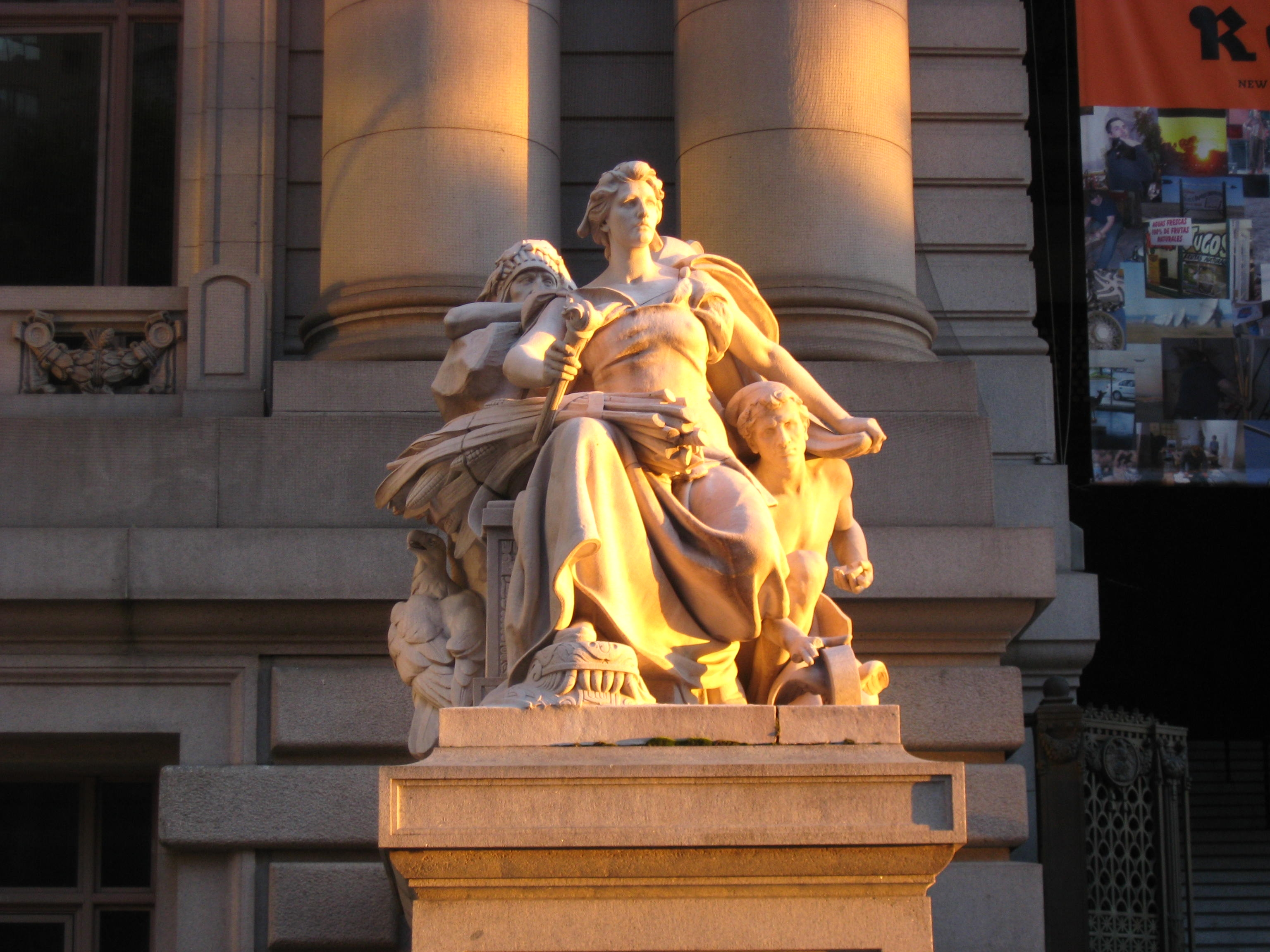
Personificação da América.
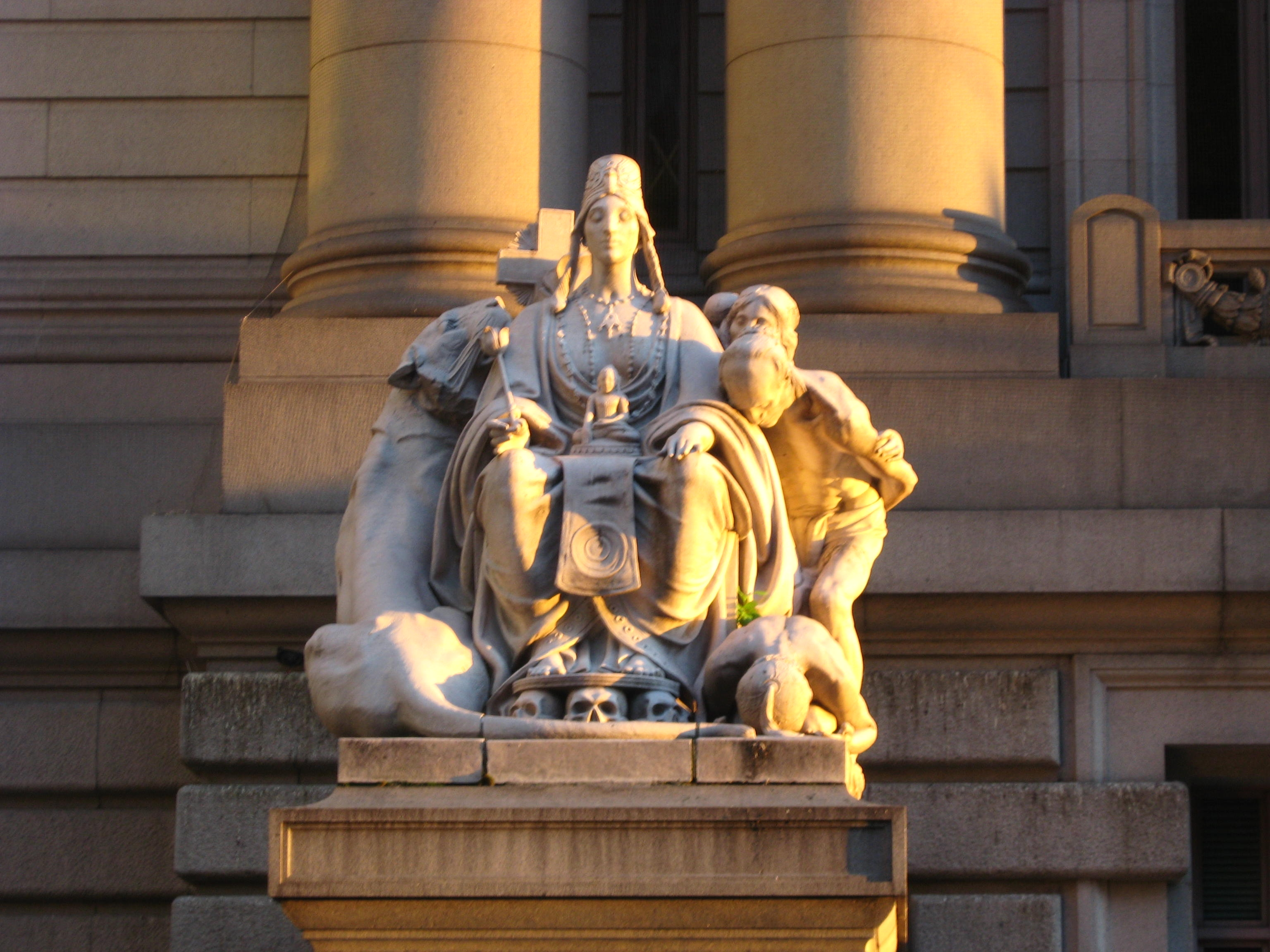
Personificação da Ásia.
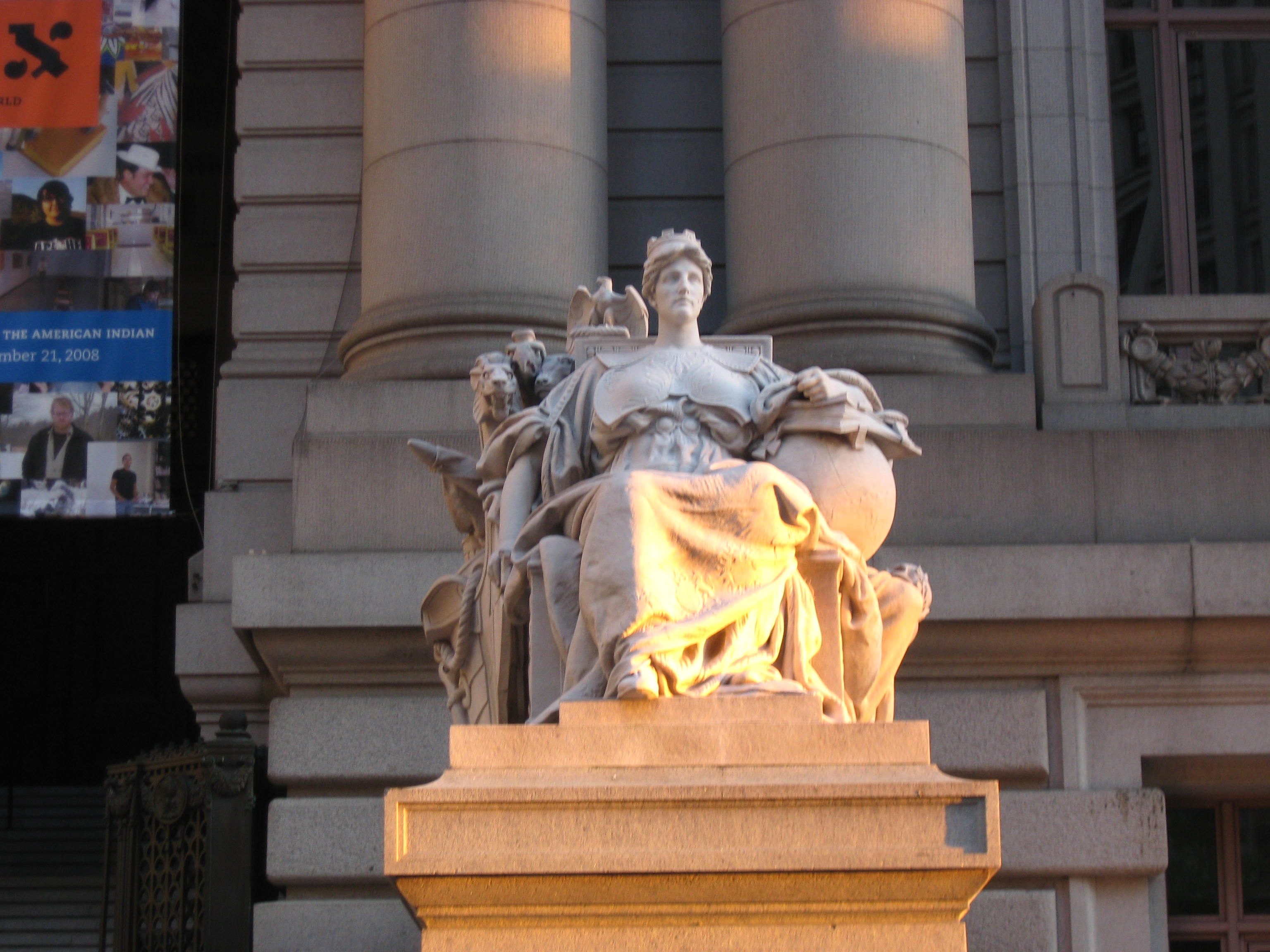
Personificação da Europa.